# Islamic Center Jaffaria
Islamic Center Jaffaria er en shiamuslimsk moské og forsamlingssted for forholdsvis dansk-pakistanske shiamuslimer. Centeret blev grundlagt i 1981 som de dansk-pakistanske shiamuslimers oprindelige forening og er i dag én af to shiitiske moskeer i Danmark med tilknytning til det dansk-pakistanske miljø. Centeret ligger i København på Nørrebro. Centerets aktiviteter er for det meste ved de shiamuslimske højtideligheder og helligdage som Ashura, Eid og andre religiøse højtider, som er forbundet med det islamiske kalenderår.